# Novo Barreiro
Novo Barreiro är en kommun i Brasilien.   Den ligger i delstaten Rio Grande do Sul, i den södra delen av landet, 1 400 km söder om huvudstaden Brasília. Antalet invånare är 3 978.
Trakten runt Novo Barreiro består till största delen av jordbruksmark. Runt Novo Barreiro är det ganska glesbefolkat, med 25 invånare per kvadratkilometer.